# Eeyou Istchee Baie-James (municipalité)
Cet article concerne le territoire municipal. Pour son administration, voir Eeyou Istchee Baie-James (gouvernement régional).
Eeyou Istchee Baie-James (en anglais : Eeyou Istchee James Bay, en cri : ᐄᔨᔨᐤ ou ᐃᔨᔫ ᐊᔅᒌ ᒉᐃᒥᔅ ᐯᐃ (iiyiyu ou iyiyuu aschii cheimis pei)) est le territoire municipal du gouvernement régional d'Eeyou Istchee Baie-James. Il se situe en Jamésie, dans la région administrative du Nord-du-Québec, au Québec (Canada). Les principales installations du complexe hydroélectrique La Grande se trouvent sur son territoire.
Le territoire, d'une superficie de près de 275 000 km2, est très faiblement peuplé, recouvert de lacs, de fleuves, de forêts et de milieux humides. Ce vaste espace est géré conjointement entre les Cris de l'Eeyou Istchee et les habitants des villes et des localités de la Jamésie.
Le recensement du Canada de 2021 y dénombre 1 261 habitants. La majorité de ceux-ci sont concentrés dans les noyaux villageois de Radisson, au nord-ouest, ainsi que de Val-Paradis, Villebois et Beaucanton, au sud-ouest. En comparaison, les communautés cries enclavées dans le territoire comptent en 2021 plus de 20 000 habitants.

## Géographie
Le territoire d'Eeyou Istchee Baie-James est situé Jamésie, dans la région administrative du Nord-du-Québec, au Québec (Canada). Avec une superficie de 274 612,44 km2 (dont 224 705,312 km2 de terres, les zones fluviales et lacustres y occupant une part très importante), il s'agit de la municipalité la plus vaste territorialement au monde.
Le territoire est très faiblement habité, les populations vivant majoritairement dans d'autres municipalités enclavées en son territoire. On trouve cependant quelques établissements humains. Le village de Radisson, situé près de la centrale hydroélectrique Robert-Bourassa, est le plus peuplé. Villebois, Beaucanton et Val-Paradis, à l'extrême sud-ouest du territoire, regroupent quant à eux environ 500 habitants en tout.
Les hameaux Desmaraisville, Joutel et Miquelon, autrefois des camps miniers ou des villes champignons dont l'existence est due à des booms miniers, ne comptent plus que quelques habitations dispersés le long des axes routiers.

### Lac Kaachiskamichischeuwachisinaanuuch
Le lac Kaachiskamichischeuwachisinaanuuch est situé au centre du territoire. C'est officiellement le lac ayant le nom le plus long au Québec. Son nom est d'origine cri et signifie : « un raccourci à travers la tourbière ».

## Toponymie
Le nom du territoire est formé de l'union de deux toponymes, soit Eeyou Istchee, le nom du territoire traditionnel cri, et « Baie-James », en référence au golfe dont le territoire forme la côte Est.
Eeyou Istchee (en cri de l'Est, dialecte côtier du sud : ᐄᔨᔫ ᐊᔅᒌ, /iːjoʊ̯ ɪst͡ʃi/, en dialecte côtier du nord : ᐄᔨᔨᐤ ᐊᔅᒌ, /ijɪjɪu əstʃi/) signifie en cri « la terre de l'être humain »,.
La baie James est nommée d'après Thomas James, capitaine de navire né au Royaume-Uni vers 1593. Il a exploré la baie d'Hudson et la baie James en 1631 et en 1632 pour trouver un passage vers le Nord-Ouest. Avec un seul navire, le Henrietta Maria, il s'aventura dans la baie James et passa un hiver difficile sur l'île de Charleton. Il continua son voyage en 1632 dans l'océan Arctique avant de revenir en octobre au port de Bristol. Il raconta son aventure et décrivit en détail ses découvertes en 1633 dans The Strange and Dangerous Voyage of Captain Thomas James (L'étrange et dangereux voyage du capitaine Thomas James).
Le 14 juin 1976, la toponymie « Baie-James » est officiellement donnée à la municipalité. Avec l'établissement d'un gouvernement régional permettant la gestion partagée de ce territoire avec les Cris de l'Eeyou Istchee, le toponyme en vigueur depuis le 31 décembre 2013 est « Eeyou Istchee Baie-James ».

## Histoire

### Municipalité de la Baie-James

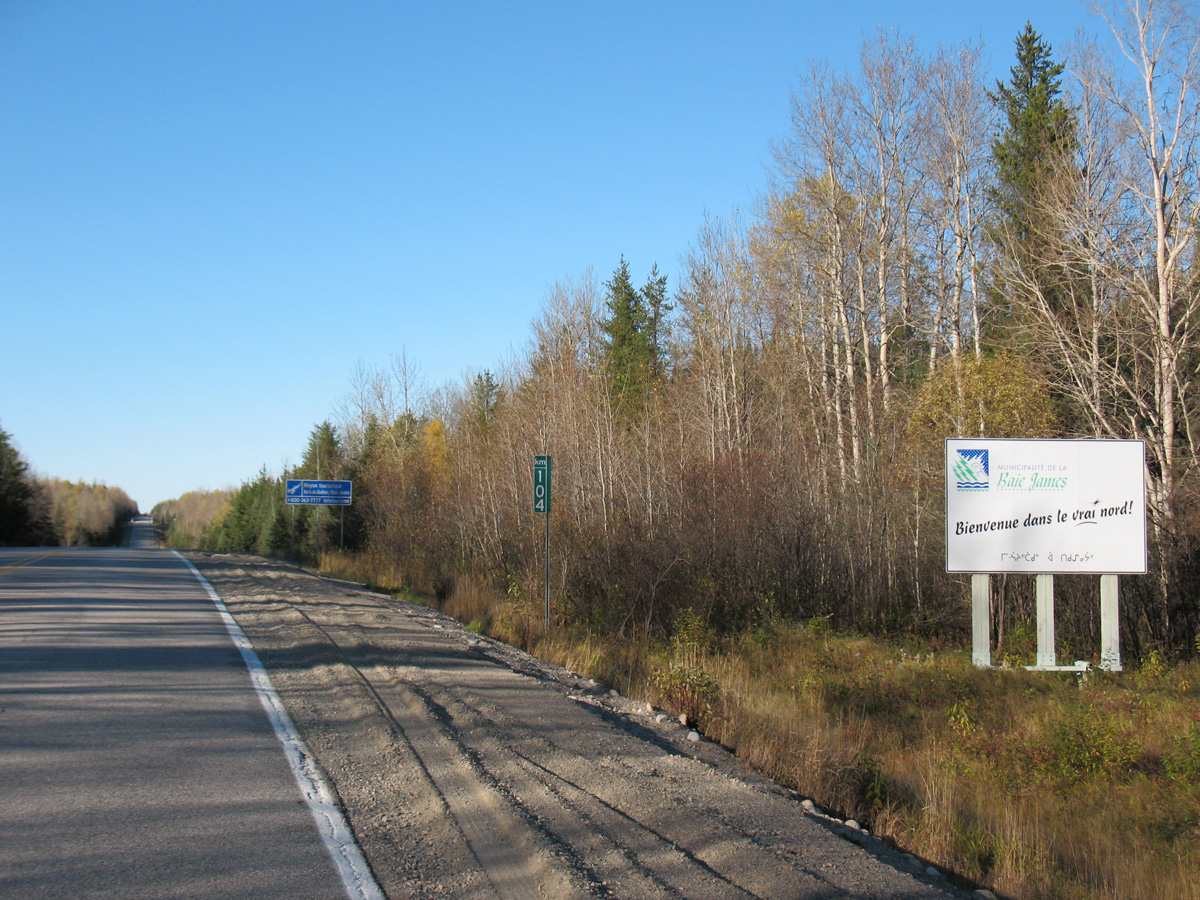
Route Billy-Diamond (anciennement Route de la Baie-James).

Cette première municipalité est créée le 14 juillet 1971, en même temps que la Société de développement de la Baie-James et la Société d'énergie de la Baie James. Elle fut dirigée par les maires des quatre villes de la Jamésie (Chapais, Chibougamau, Lebel-sur-Quévillon et Matagami), par les présidents des localités de Radisson, Valcanton et Villebois ainsi que par un représentant du territoire non urbanisé. La Municipalité de Baie-James pouvait également demander au gouvernement du Québec d'exercer les pouvoirs de municipalité régionale de comté.
Avec la création en 1975 des huit villages cris de la région après la signature de la Convention de la Baie-James et du Nord québécois, les « terres de catégorie I » (les villages cris) sont exclues de la municipalité. Les terres de catégorie II, où les Cris ont le droit exclusif de chasse, de pêche et de piégeage, par contre, font partie de la municipalité et sont administrées conjointement par l'Administration régionale crie et la municipalité de Baie-James via le Conseil régional de zone de la Baie James.
À sa disparition, la Municipalité de Baie-James et les quatre villes enclavées ont une population d'environ 14 000 personnes, centrée dans les villes de Chapais (1 610), de Chibougamau (7 540), de Lebel-sur-Quévillon (2 160) et de Matagami (1 530).
En 2014 la municipalité change de statut pour devenir un gouvernement régional.

### Territoire d'Eeyou Istchee Baie-James
En 2012, une entente entre le gouvernement du Québec et le Grand Conseil des Cris prévoit la création d'un nouveau gouvernement régional avec la participation des Cris et des Jamésiens, qui auront un nombre égal de voix. Le nouveau gouvernement est finalement créé le 31 décembre 2013. Le territoire de ce nouveau gouvernement est celui de la précédente municipalité de la Baie-James, à l'exception des terres de catégorie II. Dès lors, les Cris des villages d'Eeyou Istchee gèrent le territoire de la nouvelle entité conjointement avec les habitants des villes et villages de la Jamésie (considérée au Québec comme un territoire équivalent à une MRC) au sein d'un gouvernement régional où ils sont représentés à parts égales. Bien qu'habité selon les recensements, le territoire municipal d'Eeyou Istchee Baie-James n'est composé à très forte majorité que de secteurs non urbanisés.
Quant à elles, les terres de catégorie II perdent le statut de municipalité et deviennent plutôt des territoires non organisés, dont les toponymes officiels n'ont toujours pas été déterminés. Ces terres sont sous la responsabilité du Gouvernement de la nation crie.

## Administration
Le territoire d'Eeyou Istchee Baie-James est administré par le gouvernement régional d'Eeyou Istchee Baie-James, une administration régionale sui generis dont la structure décisionnelle est composée de représentants des municipalités (villages cris) d'Eeyou Istchee et des municipalités (villes et villages) de Jamésie.

### Localités
Les secteurs de Radisson, Valcanton et Villebois ont été érigés en localités au sens de la Loi instituant le Gouvernement régional d’Eeyou Istchee Baie-James, c'est-à-dire qu'une entité a été constituée aux fins de l'administration territoriale locale. À l'instar d'une municipalité administrée par un conseil et dirigée par un maire, une localité est formée d'un conseil élu par la population et dirigée par un président. Le président du conseil siège également au gouvernement régional d'Eeyou Istchee Baie-James, et sur le conseil d'administration de l'Administration régionale Baie-James.

## Démographie

### Population
| 1981  | 1991  | 1996  | 2001  | 2006  | 2011  | 2016  | 2021  |
| ----- | ----- | ----- | ----- | ----- | ----- | ----- | ----- |
| 4 735 | 3 073 | 1 978 | 1 422 | 1 394 | 1 303 | 1 589 | 1 261 |

### Langues
En Eeyou Istchee Baie-James, selon l'Institut de la statistique du Québec, la langue la plus parlée le plus souvent à la maison en 2011 sur une population de 1 300 habitants, est le français à 98,08 %, l'anglais à 1,15 % et une autre langue à 0,77 %. Dans les communautés cries (qui sont hors de cette municipalité mais qui la co-gèrent), selon le gouvernement du Québec, "la quasi-majorité de la population parle le cri, tandis que l’anglais est la langue seconde de la majorité".